# Роботы смерти
Роботы смерти (англ. The Robots of Death) — пятая серия четырнадцатого сезона британского научно-фантастического телесериала «Доктор Кто», состоящая из четырех эпизодов, которые были показаны в период с 29 января по 19 февраля 1977 года.

## Сюжет
На заброшенной планете огромная добывающая машина, Сторм Майн 4, медленно пробирается через пустыню в поисках драгоценных минералов. На борту находятся девять человек и роботы, черные «болванчики», не умеющие говорить, зеленые «воки» и серебристые «супервоки», управляющие остальными. Роботы проводят сканирование территории и обнаруживают песчаную бурю, которую экипаж решает догнать, так как она выносит тяжелые металлы на поверхность. Метеоролог Чаб идет собирать инструменты для метеозонда, и вскоре его находят задушенным.
ТАРДИС появляется в одном из ковшей. Как только Доктор и Лила выходят из неё, её блокирует гигантская механическая рука, а их выводят роботы и запирают в комнате. Они сбегают, Доктор идет искать ТАРДИС, а Лила находит тело Чаба, которое несут роботы.
Путешественников подозревают в убийстве Чаба, но вскоре после того, как их вновь ловят, Доктор находит труп Керрила, а Лила — труп Кэсса и «болванчика», который умеет разговаривать. По подозрению в убийствах командир Юванов приказывает запереть их в хранилище роботов.
Один из экипажа, Поул, верит в невиновность путешественников и освобождает их. Те показывают ему место убийства Чаба, и Доктор убеждает Поула, что робот мог убить минералога. В этот момент убивают Зилду, и Поул обнаруживает Юванова, с которым у погибшей были трения, над её телом, и обвиняет в убийстве.
Двигатели начинают выходить из под контроля, угрожая уничтожением машины. Оказывается Борг, управляющий двигателями, задушен, а управление сломано. Доктор отключает двигатели, а Даск чинит управление, и машина двигается дальше.
Доктор находит говорящего «болванчика» D84, который рассказывает, что он и Поул из горнодобывающей компании. Они на борту из-за угроз революции роботов от ученого Тарена Капела. D84 уникален тем, что может функционировать независимо от команд супервока SV7, а также обладает логикой. Доктор вместе с роботом обследуют машину в поисках доказательств, что ученый на борту, и находят тайную мастерскую, где роботов перепрограммируют для убийства людей. Доктор требует всех людей собраться на мостике.
Даск отключает всех не перепрограммированных роботов, оставив только убийц и D84. Именно он оказывается Тареном Капелом, собирающимся «освободить [его] братьев (роботов) из человеческого рабства» и «перепрограммировать для жажды править миром». Он приказывает роботам уничтожить оставшихся людей, Доктора и Лилу. Лила показывает Доктору робота с рукой в крови, и тот догадывается: Борг испортил управление в отчаянной попытке уничтожить машину вместе с роботами. Разобрав робота, он создает деактиватор, который в небольшом радиусе уничтожит всех действующих роботов, и прячет Лилу в шкафу Тарена с канистрой гелия, наказав ей медленно открыть её, когда Тарен войдет в комнату. Это должно поменять голос Тарена, и роботы, не распознав его голос, не будут повиноваться его приказам.
Тарен повреждает D84, но тот активирует устройство, и уничтожает роботов поблизости вместе с собой. Лила открывает канистру с газом, и Тарена убивает SV7, которого после этого уничтожает Доктор. Роботы больше не угрожают кораблю, спасательный корабль вскоре спасет выживших, так что Доктор и Лила отправляются на ТАРДИС и улетают.

## Трансляции и отзывы
| Эпизод            | Дата показа     | Продолжительность | Телезрители (в миллионах) |
| ----------------- | --------------- | ----------------- | ------------------------- |
| «Часть 1»         | 29 января 1977  | 24:06             | 12,8                      |
| «Часть 2»         | 5 февраля 1977  | 24:15             | 12,4                      |
| «Часть 3»         | 12 февраля 1977 | 23:51             | 13,1                      |
| «Часть 4»         | 19 февраля 1977 | 23:42             | 12,6                      |
| [ 1 ] [ 2 ] [ 3 ] |                 |                   |                           |